# Francis Parker Yockey
Francis Parker Yockey (* 18. September 1917 in Manistee Township, Michigan; † 16. Juni 1960 in San Francisco, Kalifornien) war ein rechtsextremer US-amerikanischer Kulturphilosoph, der besonders für sein neospenglerianisches Werk Imperium: The Philosophy of History and Politics (1948) bekannt ist, das unter dem Pseudonym Ulick Varange erschien. Ebenfalls unter diesem Pseudonym veröffentlichte er Der Feind Europas (1953).
Willis Carto, Verfasser der Einführung der englischsprachigen Originalausgabe von Imperium, schlüsselte das Pseudonym so auf: Ulick sei ein irischer Vorname und bedeute „Belohnung des Verstandes“, Varange bringe die kulturschaffenden nordischen Waräger ins Spiel, die der Wikingerfürst Rurik im 9. Jahrhundert nach Russland geführt hatte und die dort binnen kürzester Zeit die herrschende Gesellschaftsschicht stellten; somit umfasse das Pseudonym symbolisch einen europäischen Raum, der von Galway im Westen bis zum Ural im Osten reiche.
Der Altphilologe Revilo P. Oliver, aus dessen Feder möglicherweise ein Großteil von Cartos Einführung stammt, wies überdies auf die Ähnlichkeit zum lateinischen Ulixes, dem römischen Namen für den homerischen Helden Odysseus, hin.
In Deutschland erschien Imperium erst 1976 unter dem Titel Chaos oder Imperium? Das Abendland zwischen Untergang und Neubeginn. Willis Cartos Einführung ist in der deutschen Ausgabe nicht enthalten. Überdies wurde die Übersetzung unter Yockeys Klarnamen verlegt.
Die antisemitische Broschüre Der Feind Europas, von Yockey wahrscheinlich im Herbst 1953 verfasst, wurde in einer Nacht-und-Nebel-Aktion mehr schlecht als recht ins Deutsche übersetzt; vermutlich stammt ein Großteil der Übersetzung von Yockey selbst, da der Übersetzer unzuverlässig arbeitete. Das Werk hatte eine Auflage von nur 200 Exemplaren. Von diesen wurde später der überwiegende Teil beschlagnahmt und von den deutschen Behörden vernichtet.
Mit zahlreichen zeitgenössischen Vertretern und Organisationen des amerikanischen Rechtsextremismus pflegte Yockey eine enge Zusammenarbeit, u. a. mit George Sylvester Viereck und H. Keith Thompson.
Yockey verstarb 1960 an einer tödlichen Dosis von 2 Gramm Zyanid, während er sich wegen des Vorwurfs der Passfälschung in Untersuchungshaft befand. Sein Tod wurde offiziell als Suizid eingestuft; eine These, die unter seinen Anhängern umstritten ist.

## Werke
- Chaos oder Imperium? Das Abendland zwischen Untergang und Neubeginn. Veröffentlichungen des Instituts für Nachkriegsgeschichte, Bd. 8. hg. v. Herbert Grabert. übers. v. Ursula v. Gordon. Tübingen: Grabert-Verlag, 1976. ISBN 3-87847-033-9.